# Ermida de Santo Amaro (Almodôvar)
A Ermida de Santo Amaro é um monumento religioso situado nas imediações da vila de Almodôvar, na região do Alentejo, em Portugal.

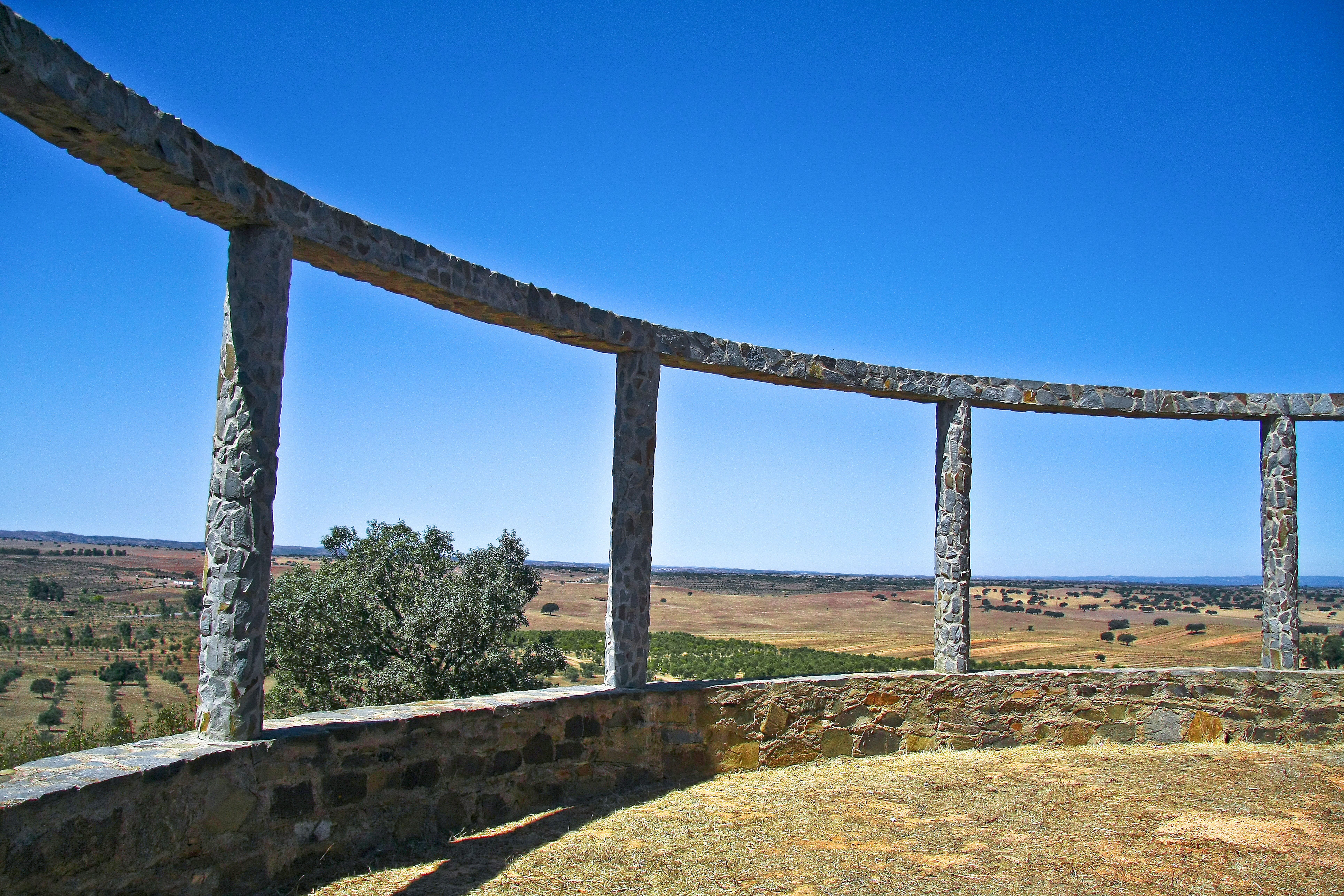
Miradouro junto à ermida.

## Descrição e história
O edifício situa-se numa elevação, na área de Monte Rei, a cerca de 1500 m de Almodôvar. Apresenta uma miscelânia de estilos, com elementos vernaculares e barrocos. É formado por uma só nave, de planta rectangular, e uma capela-mor com cobertura em domo. Na fachada principal são visíveis vários ornamentos típicos do barroco, como a verga curva do portal, que é rematado por uma cornija também curvada, e os pináculos de forma piramidal sobre os quatro cantos do edifício. Destaca-se também o vértice geodésico implantado na estrutura do imóvel.
O interior é muito sóbrio, sendo o elemento de maior interesse o arco triunfal, com uma moldura em argamassa sobre pilastras, e que é rematado por uma cornija e nicho.
O volume correspondente à capela-mor foi provavelmente construído no século XVI, tendo a ermida sido totalmente concluída no século XVIII. O santuário foi edificado sobre uma estrutura anterior, da qual sobreviveu o podium onde se situa a ermida, e um lanço de pavimento do lado oriental. Esta edifício original terá sido igualmente de funções religiosas, devido à presença de uma sepultura infantil junto aos muros de suporte da ermida, e de outras campas na área em redor.

## Ligações Externas
- Ermida de Santo Amaro na base de dados SIPA da Direção-Geral do Património Cultural
- Ermida de Santo-Amaro na base de dados Portal do Arqueólogo da Direção-Geral do Património Cultural